# Ernest Wichner

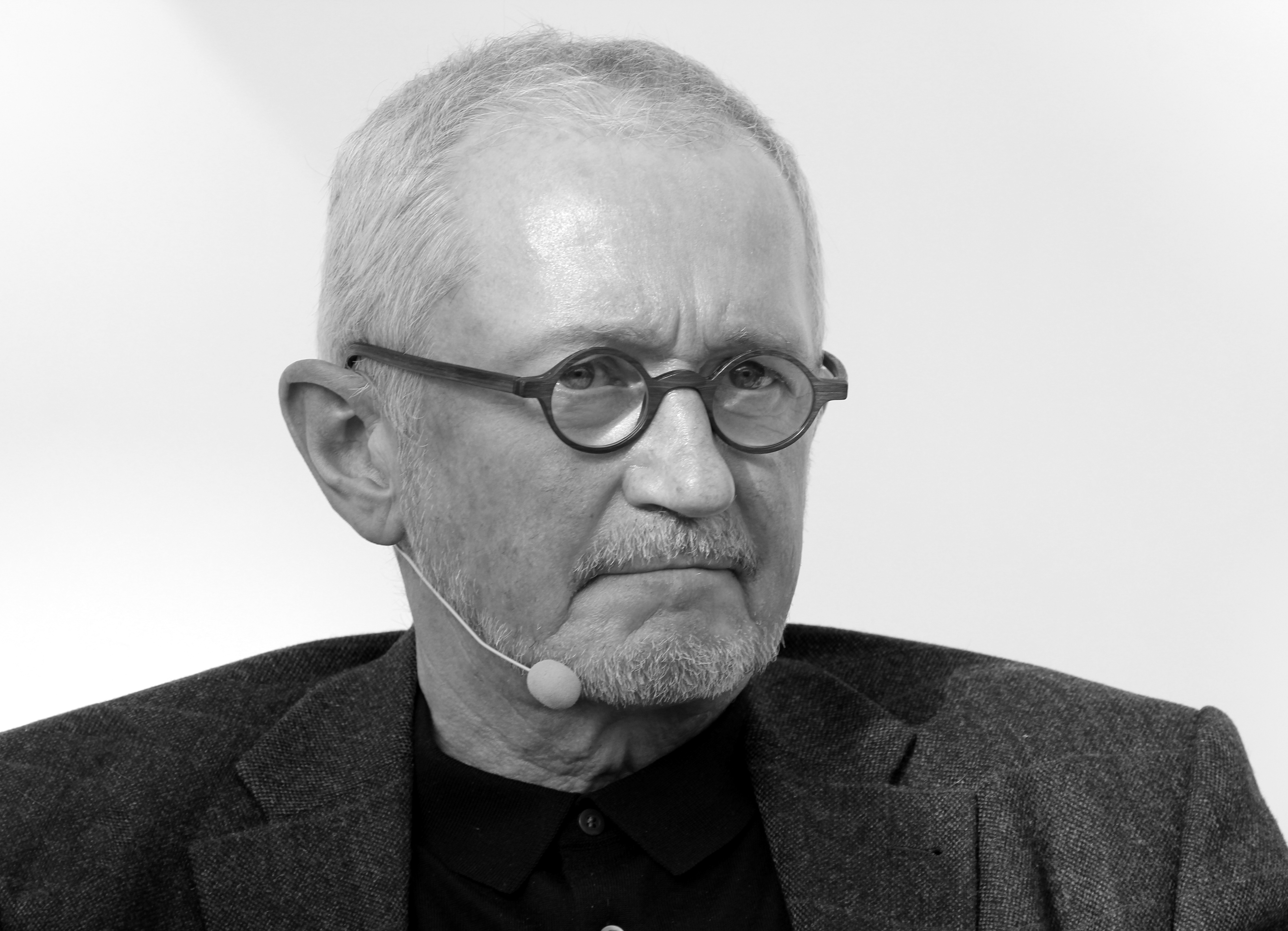
Ernest Wichner auf der Leipziger Buchmesse 2018

Ernest Wichner (* 17. April 1952 in Zăbrani (deutsch Guttenbrunn), Banat, Volksrepublik Rumänien) ist ein deutscher Schriftsteller und Übersetzer. Wichner war von 1988 bis 2003 stellvertretender Leiter des Literaturhauses Berlin und von 2003 bis 2017 dessen Leiter.

## Leben
Wichners Vater war Schneider und arbeitete nach der Ausreise aus Rumänien in der Herrenkonfektion von Hertie in Mülheim an der Ruhr. Ernest Wichner besuchte das Nikolaus Lenau Lyzeum und war danach Student der Germanistik und Rumänistik an der späteren Universität des Westens Timișoara. Er war Gründungsmitglied des Schriftstellerkreises Aktionsgruppe Banat, der von 1972 bis 1975 bestand. 1975 siedelte er in die Bundesrepublik Deutschland über, wo er ein Studium der Germanistik und Politikwissenschaft an der Freien Universität Berlin absolvierte. Ernest Wichner gehört dem deutschen PEN-Zentrum an. Er lebt als Autor, Literaturkritiker, Übersetzer und Herausgeber in Berlin. Er war Mitglied der mittlerweile aufgelösten Neuen Gesellschaft für Literatur (NGL) und war für sie von 1984 bis 1985 als Leiter der Geschäftsstelle tätig. Seit 1988 dort beschäftigt, war er von 2003 bis Ende 2017 Leiter des Literaturhauses Berlin.
Wichner begleitete 2004 Oskar Pastior und Herta Müller auf einer Reise in die Ukraine an die Lagerorte, in denen Pastior zwischen 1945 und 1949 als rumäniendeutscher Zwangsarbeiter verschleppt war. Pastiors Erinnerungen verdichtete Müller in ihrem Roman Atemschaukel.
2014 war Ernest Wichner mit seiner Übersetzung des Romans Buch des Flüsterns des rumänisch-armenischen Schriftstellers Varujan Vosganian und 2018 mit dem Roman Oxenberg & Bernstein von Cătălin Mihuleac für den Preis der Leipziger Buchmesse in der Sparte Übersetzung nominiert. 2020 wurde Wichner für seine Übersetzungen rumänischer Literatur ins Deutsche mit dem Johann-Heinrich-Voß-Preis für Übersetzung ausgezeichnet. Die Jury würdigte, dass Wichner nicht nur Autoren entdecke, sondern sie auch über Jahrzehnte begleite, um sie in der deutschsprachigen Literatur zu verankern.

## Auszeichnungen
- 1987 Förderpreis zum Marburger Literaturpreis
- 1990 Stipendium Künstlerhaus Edenkoben
- 1991 Förderpreis zum Andreas-Gryphius-Preis
- 1997 Lyrik-Stipendium Niedersachsen
- 2005 Preis der Stadt Münster für Europäische Poesie zusammen mit Daniel Banulescu
- 2007 Anerkennungspreis des Zuger Übersetzerstipendiums
- 2020 Johann-Heinrich-Voß-Preis für Übersetzung „für seine einzigartigen Verdienste um die rumänische Literatur“[6]
- 2025 Hieronymusring – als Auszeichnung für besondere literarische Übersetzung[7]

## Veröffentlichungen

### Als Verfasser
- 1988 Steinsuppe, Gedichte. Suhrkamp, Frankfurt am Main, ISBN 978-3518114933
- 2001 Alte Bilder, Geschichten. Verlag Das Wunderhorn, Heidelberg, ISBN 978-3-88423-184-5
- 2003 Die Einzahl der Wolken. Gedichte (rum./dt.). Bukarest
- 2003 Rückseite der Gesten, Gedichte. Zu Klampen Verlag, Lüneburg, ISBN 978-3-933156-79-2
- 2010 bin ganz wie aufgesperrt, Gedichte. Verlag Das Wunderhorn, Heidelberg, ISBN 978-3-88423-352-8
- 2010 Neuschnee und Ovomaltine, Gedichte. hochroth Verlag, Berlin, ISBN 978-3-942161-09-1
- 2022 Heute Mai und morgen du, Gedichte, Schöffling & Co. Verlag, Frankfurt am Main, ISBN 978-3-89561-298-5

### Als Herausgeber
- 1990 Industriegebiet der Intelligenz. Literatur im Neuen Berliner Westen der 20er und 30er Jahre. Ausstellungsbuch, zusammen mit Herbert Wiesner. Berlin.
- 1991 Zensur in der DDR. Geschichte, Praxis und "Ästhetik" der Behinderung von Literatur. Ausstellungsbuch, zusammen mit Herbert Wiesner. Berlin.
- 1992 Ein Pronomen ist verhaftet worden. Die frühen Jahre in Rumänien. Texte der Aktionsgruppe Banat, Suhrkamp, Frankfurt am Main.
- 1993 In der Sprache der Mörder. Eine Literatur aus Czernowitz, Bukowina. Zusammen mit Herbert Wiesner. Berlin.
- 1993 Das Land am Nebentisch. Texte und Zeichen aus Siebenbürgen, dem Banat und den Orten versuchter Ankunft. Leipzig.
- 1993 (zusammen mit Herbert Wiesner) Literaturentwicklungsprozesse, Die Zensur der Literatur in der DDR. Suhrkamp Verlag, Frankfurt.
- 1995 Prager deutsche Literatur – vom Expressionismus bis zu Exil und Verfolgung. Ausstellungsbuch, zusammen mit Herbert Wiesner. Berlin.
- 1995 Isak Weißglas: Steinbruch am Bug. Bericht einer Deportation nach Transnistrien. Zusammen mit Herbert Wiesner. Berlin.
- 1997 Der Nerv. Eine expressionistische Zeitschrift aus Czernowitz. Zusammen mit Herbert Wiesner. Berlin.
- 1998 Franz Hessel. Nur was uns anschaut, sehen wir. Ausstellungsbuch, zusammen mit Herbert Wiesner. Berlin.
- 2001 1929 Ein Jahr im Fokus der Zeit. Ausstellungsbuch. Zusammen mit Herbert Wiesner, Mitarbeit: Lutz Dittrich. Berlin.
- 2003 Jetzt kann man schreiben, was man will. Werkausgabe Oskar Pastior, Bd. 2, Carl Hanser Verlag, München/Wien.
- 2004 Minze Minze flaumiran Schpektrum. Werkausgabe Oskar Pastior, Bd. 3, Carl Hanser Verlag, München/Wien.
- 2006 ... sage, du habest es rauschen gehört. Werkausgabe Oskar Pastior, Bd. 1, Carl Hanser Verlag, München/Wien.
- 2008 ... was in der Mitte zu wachsen anfängt. Werkausgabe Oskar Pastior, Bd. 4, Carl Hanser Verlag, München/Wien.
- 2009 Um den Preis einer Vorsilbe. Eine Auswahl an Gedichten von Rolf Bossert, hochroth Verlag, Berlin.
- 2009 Balkanische Alphabete: Rumänien. Gedichte von Constantin Acosmei, Vasile Leac und Iulian Tănase übersetzt (nach Interlinearversionen von Corina Bernic) von Sabine Küchler, Hans Thill und Ernest Wichner, Verlag Das Wunderhorn, Heidelberg.
- 2010 Am Rande von Irgendetwas. Frühe Gedichte und Texte von Gerhard Ortinau, hochroth Verlag, Berlin.
- 2010 Linienflug. Gedichte von Richard Wagner, hochroth Verlag, Berlin.
- 2013 Versuchte Rekonstruktion. Oskar Pastior und die Securitate. Verlag Text + Kritik, München.
- 2018 Die Entführung aus dem Serail. Rumänische Erzählungen aus dem letzten Jahrzehnt. Hg. zusammen mit Bogdan-Alexandru Stănescu und Georg Aescht. die horen, Nr. 269, Göttingen
- 2018 ... die schulden und die wonnen. Werkausgabe Oskar Pastior, Bd. 5, Carl Hanser Verlag, München/Wien.
- 2018 ... sünden waffen sorgenfeig. Werkausgabe Oskar Pastior, Bd. 6, Carl Hanser Verlag, München/Wien.
- 2021 „eine sanduhr für metaphern“. Werkausgabe Oskar Pastior, Bd. 7, Carl Hanser Verlag, München/Wien.

### Als Übersetzer (Auswahl)
- Norman Manea: Der Trenchcoat. Erzählung. Steidl Verlag, Göttingen 1990.
- M. Blecher: Aus der unmittelbaren Unwirklichkeit. Prosa, übersetzt und mit einem Nachwort versehen von Ernest Wichner, Edition Plasma, Berlin 1990 (Neuausgabe mit Nachwort von Herta Müller, Bibliothek Suhrkamp, Frankfurt a. M. 2003).
- Carmen-Francesca Banciu: Fenster in Flammen. Erzählungen, übersetzt von Ernest Wichner und Rolf Bossert, Rotbuch Verlag, Berlin 1992.
- Ștefan Bănulescu: Ein Schneesturm aus anderer Zeit. Erzählungen, übersetzt von Ernest Wichner und Oskar Pastior, Nachwort von Ernest Wichner, Suhrkamp Verlag, Frankfurt a. M. 1994.
- Dumitru Țepeneag: Hotel Europa. Roman, Alexander Fest Verlag, Berlin 1998 (Taschenbuch Suhrkamp, Verlag Frankfurt a. M. 2000).
- Daniel Bănulescu: Schrumpeln wirst du wirst eine exotische Frucht sein. Gedichte (rum./dt.), aus dem Rumänischen und mit einem Nachwort von Ernest Wichner, edition per procura, Wien/Lana 2003.
- Nora Iuga: Der Autobus mit den Buckligen. Gedichte, aus dem Rumänischen von Ernest Wichner, Edition Solitude, Stuttgart 2003.
- M. Blecher: Vernarbte Herzen. Roman, übersetzt und mit einem Nachwort von Ernest Wichner, Bibliothek Suhrkamp, Frankfurt a. M., 2006.
- Cristian Popescu: Familie Popescu, Prosa (rum./dt.), aus dem Rumänischen von Ernest Wichner, edition per procura, Wien/Lana 2006.
- Nora Iuga: Gefährliche Launen. Ausgewählte Gedichte, aus dem Rumänischen von Ernest Wichner, mit einem Nachwort von Mircea Cǎrtǎrescu, Verlag Klett-Cotta, Stuttgart 2007.
- M. Blecher: Beleuchtete Höhle. Sanatoriumstagebuch, übersetzt und mit einem Nachwort von Ernest Wichner, Bibliothek Suhrkamp, Frankfurt a. M. 2008.
- Ion Mureşan: Acces interzis!/Zugang verboten! Gedichte (rum./dt.), ausgewählt, mit einem Nachwort und übersetzt von Ernest Wichner, büroabrasch, Wien 2008.
- Mircea Cărtărescu: Warum wir die Frauen lieben. Geschichten, aus dem Rumänischen von Ernest Wichner, Suhrkamp, Frankfurt a. M. 2008.
- Daniel Bănulescu: Was schön ist und dem Daniel gefällt. Gedichte, übersetzt und mit einem Nachwort versehen von Ernest Wichner; merz&solitude, Stuttgart 2009.
- Christopher Middleton: Im geheimen Haus. Gedichte englisch-deutsch, übersetzt von Ernest Wichner, Verlag Das Wunderhorn, Heidelberg 2009.
- Mircea Cărtărescu: Travestie, Suhrkamp Verlag, Berlin 2010, ISBN 978-3-518-42179-6.
- Liliana Corobca: Ein Jahr im Paradies, Roman, merz&solitude, Stuttgart 2011, ISBN 978-3-937158-53-2.
- Varujan Vosganian: Buch des Flüsterns, Roman, Zsolnay Verlag, Wien 2013, ISBN 978-3-552-05646-6.
- Liliana Corobca: Der erste Horizont meines Lebens, Roman, Zsolnay Verlag, Wien 2015, ISBN 978-3-552-05732-6.[8]
- Norman Manea: Wir sind alle im Exil. Essays (zus. mit Georg Aescht, Roland Erb, Paul Schuster und Eva Ruth Wemme), Carl Hanser Hanser, München 2015, ISBN 978-3-44624953-0.
- Mircea Cărtărescu: Die schönen Fremden, Erzählungen. Zsolnay Verlag, Wien 2016, ISBN 978-3-552-05764-7.
- Varujan Vosganian: Das Spiel der hundert Blätter, Roman, Zsolnay Verlag, Wien 2016, ISBN 978-3-552-05800-2.
- Adrian-Silvan Ionescu: Der Große Krieg. Fotos von der Rumänischen Front 1916-1919, Bukarest, ICR, 2016.
- Daniel Bănulescu: Der Teufel jagt nach deinem Herzen, Roman, Pop Verlag, Ludwigsburg 2017, ISBN 978-3-86356-178-9.
- Cătălin Mihuleac: Oxenberg & Bernstein. Roman. Zsolnay Verlag, Wien 2018, ISBN 978-3-552-05883-5.
- Varujan Vosganian: Als die Welt ganz war. Erzählungen. Zsolnay Verlag, Wien 2018, ISBN 978-3-552-05886-6.
- Iulian Tănase: Abgrunde. Prosagedichte. Brüterich Press, Berlin 2018, ISBN 978-3-945229-18-7.
- Daniel Bănulescu: Die Republik Daniel Bănulescu. Sämtliche Gedichte, Pop Verlag, Ludwigsburg 2018, ISBN 978-3-86356-194-9.
- Mircea Cărtărescu: Solenoid. Roman. Zsolnay Verlag, Wien 2019. ISBN 978-3-552-05948-1.
- Tatiana Ṭîbuleac: Der Sommer, als Mutter grüne Augen hatte. Roman, Schöffling & Co., Frankfurt am Main 2021. ISBN 978-3-89561-233-6.
- Mircea Cărtărescu: Melancolia. Erzählungen. Zsolnay Verlag, Wien 2022, ISBN 978-3-552-07305-0.
- Tatiana Ṭîbuleac: Der Gartem aus Glas. Roman. Schöffling & Co., Frankfurt am Main 2023.
- Norman Manea: Der Schatten im Exil. Roman. Hanser Verlag, München 2023, ISBN 978-3-446-27628-4.
- Dana Ranga: Stop. Die Pausen des Sisyphos. Gedichte. Matthes & Seitz Berlin, 2023, ISBN 978-3-7518-0900-9.
- Mircea Cărtărescu: Theodoros. Roman. Zsolnay Verlag, Wien 2024, ISBN 978-3-552-07509-2.